# Saison 5 de Mes parrains sont magiques
Chronologie
Saison 4 Saison 6
La cinquième saison de Mes parrains sont magiques, ou Tes désirs sont désordres au Québec, est initialement diffusée aux États-Unis le 17 février 2005 sur Nickelodeon  et s'achève le 25 novembre 2006. La série est créée par Butch Hartman, et produite par Frederator Studios. La série Mes parrains sont magiques est également l'une des séries Nickelodeon les plus longues, après Les Razmoket et Bob l'éponge.

## Production

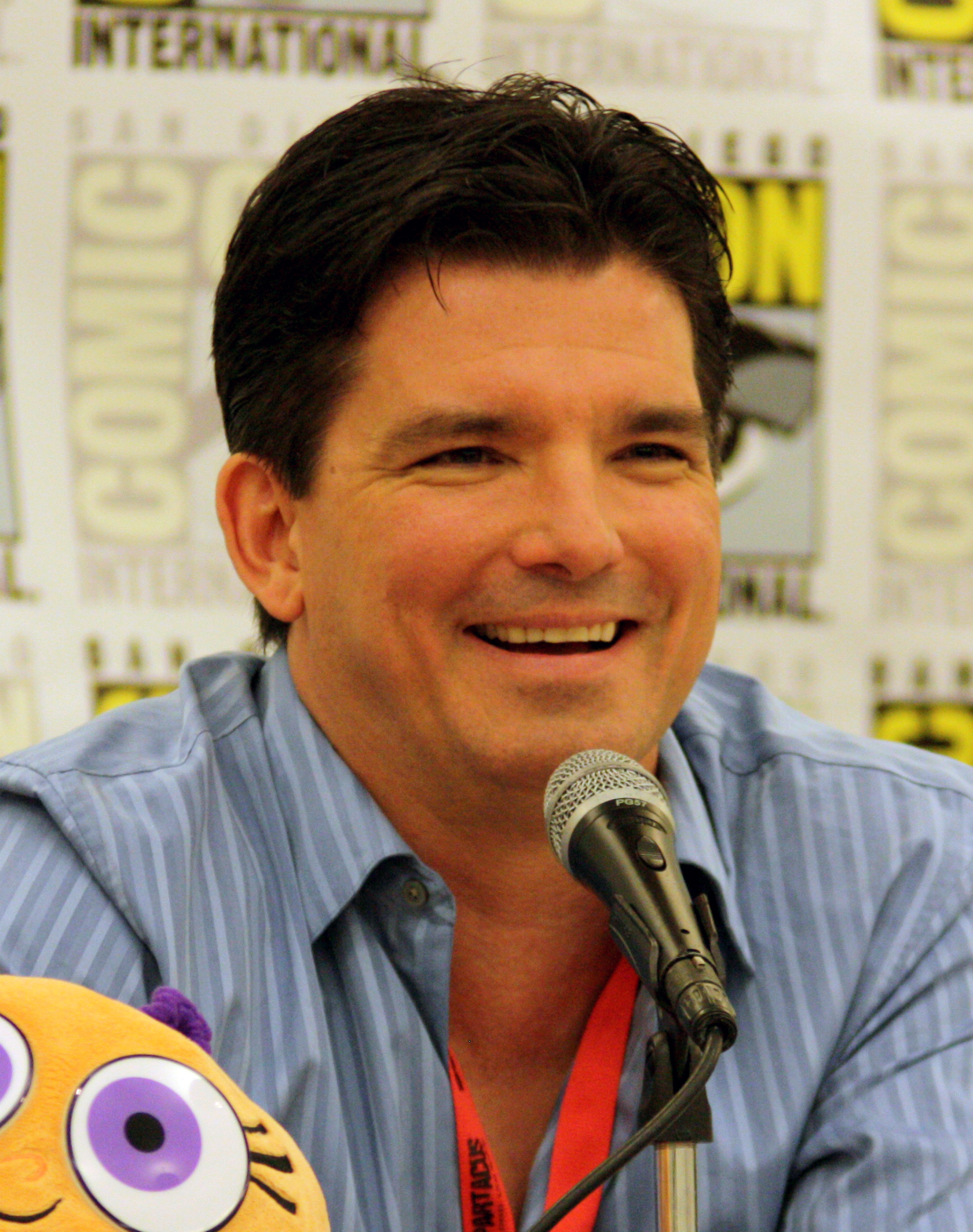
Butch Hartman, créateur de la série.

Le producteur de la série, Butch Hartman, crée Mes parrains sont magiques en tant que court-métrage intitulé Parrains magiques (Fairy Godparents), l'une des 39 séries d'animation diffusées dans l'émission Oh Yeah! Cartoons de Fred Seibert. Nickelodeon commande six épisodes qui seront diffusés pour la première fois sur la chaîne le 30 mars 2001, une demi-heure avant la diffusion de la série Invader Zim. Le 11 avril 2006, la chaîne britannique Nicktoons UK diffuse neuf courts-métrages Oh Yeah! Cartoons de la série en trois épisodes. 
Dès les premières diffusions, Mes parrains sont magiques devient populaire, encore plus que la série Invader Zim. Nickelodeon gagne de l'audience au fur et à mesure des diffusions. La popularité de la série est en partie due à Bob l'éponge. Autre que Bob l'éponge, cette série est classée comme l'une des meilleures séries à hautes audiences. Entre 2002 à 2003, le public s'agrandit considérablement, et parvient à dépasser Bob l'éponge en matière d'audience.

## Épisodes
| No. de série | No. de saison | Titre                                                                                                | Scénario                                   | Réalisation                     | Date de diffusion | Date de diffusion | Code prod. |
| --- | ------------- | --- | ------------------------------------------ | ------------------------------- | ----------------- | ----------------- | ---------- |
| 54 | 1a            | Norm, le génie Back to the Norm                                                                      | Gary Conrad                                | Jack Thomas                     | 17 février 2005   |                   | 502a       |
| Crocker et Norm tentent de se venger ensemble de Timmy, mais Crocker et son impossibilité de formuler des vœux efficaces frustrent Norm.                                        |               | |                                            |                                 |                   |                   |            |
| 54 | 1b            | La Fée Dent-de-lait Teeth for Two                                                                    | Ken Bruce                                  | Cynthia True                    | 17 février 2005   |                   | 502b       |
| Jorgen perd son job et reste avec Cosmo et Wanda. |               | |                                            |                                 |                   |                   |            |
| 55 | 2a            | Le Magicien masqué The Masked Magician                                                               | Ken Bruce                                  | Jack Thomas                     | 12 février 2005   |                   | 505a       |
| Timmy souhaite devenir magicien. |               | |                                            |                                 |                   |                   |            |
| 55 | 2b            | La Fête de Cupidon The Big Bash                                                                      | Butch Hartman                              | Scott Fellows                   | 12 février 2005   |                   | 505b       |
| Timmy retrouve Remy, l'enfant milliardaire. |               | |                                            |                                 |                   |                   |            |
| 56 | 3a            | L'Île désenchantée Escape From Unwish Island                                                         | Ken Bruce                                  | Scott Fellows                   | 11 mai 2005       |                   | 501a       |
| Gary fait tout pour s'approprier la vie de Tommy. |               | |                                            |                                 |                   |                   |            |
| 56 | 3b            | Les Mille Visages de Cosmo The Gland Plan                                                            | Gary Conrad                                | Jack Thomas                     | 11 mai 2005       |                   | 501b       |
| Cosmo a besoin d'une transplantation de la part de son double maléfique. |               | |                                            |                                 |                   |                   |            |
| 57 | 4a            | La Vie de château Hassle in the Castle                                                               | Gary Conrad                                | Jack Thomas                     | 12 mai 2005       |                   | 503a       |
| Timmy parvient à libérer accidentellement trois enfants maudits du mur de l'infâmie.                                                                                            |               | |                                            |                                 |                   |                   |            |
| 57 | 4b            | Rémi, le retour Remy Rides Again                                                                     | Ken Bruce                                  | Jack Thomas                     | 12 mai 2005       |                   | 503b       |
| Remy veut se venger de Timmy. |               | |                                            |                                 |                   |                   |            |
| 58 | 5a            | Les poubelles se rebiffent Talkin' Trash                                                             | Ken Bruce & Juli Hashiguchi                | Cynthia True                    | 13 mai 2005       |                   | 504a       |
| Le père de Wanda sème le chaos dans la vie de Timmy. |               | |                                            |                                 |                   |                   |            |
| 58 | 5b            | Timmy Superstar Timmy TV                                                                             | Gary Conrad                                | Jack Thomas                     | 13 mai 2005       |                   | 504b       |
| Timmy découvre que sa vie a été filmée. |               | |                                            |                                 |                   |                   |            |
| 59 | 6a            | On dé-meuh-nage Mooooving Day                                                                        | Gary Conrad                                | Gene Grillo                     | 3 octobre 2005    |                   | 506a       |
| Les parents de Timmy deviennent agents immobiliers. |               | |                                            |                                 |                   |                   |            |
| 59 | 6b            | Dona Wanda Big Wanda                                                                                 | Ken Bruce                                  | Jack Thomas                     | 3 octobre 2005    |                   | 506b       |
| Wanda part à la recherche de son père. |               | |                                            |                                 |                   |                   |            |
| 60 | 7a            | Où ça un frère ? Oh, Brother!                                                                        | Gary Conrad                                | Kevin Sullivan                  | 4 octobre 2005    |                   | 507a       |
| Fatigué d'être tabassé par Francis et de n'avoir personne pour le protéger, Timmy souhaite avoir un frère de dix-huit ans, Tommy Turner. Cependant, il semblerait trop parfait. |               | |                                            |                                 |                   |                   |            |
| 60 | 7b            | Cherchez l'erreur What's the Difference?                                                             | Ken Bruce                                  | Jack Thomas                     | 4 octobre 2005    |                   | 507b       |
| Les baguettes de Wanda et Cosmo disparaissent. |               | |                                            |                                 |                   |                   |            |
| 61 | 8a            | Mon père, ce cerveau… Smart Attack!                                                                  | Ken Bruce                                  | Greg Fideler                    | 5 octobre 2005    |                   | 508a       |
| Timmy souhaite que son père devienne un cerveau. |               | |                                            |                                 |                   |                   |            |
| 61 | 8b            | Drôle d'école Operation FUN                                                                          | Gary Conrad                                | Cynthia True                    | 5 octobre 2005    |                   | 508b       |
| Timmy se retrouve en école militaire. |               | |                                            |                                 |                   |                   |            |
| 62 | 9a            | Un poisson nommé Cosmo Something's Fishy!                                                            | Gary Conrad                                | Steve Marmel & Jack Thomas      | 6 octobre 2005    |                   | 509a       |
| Cosmo est retenu en otage sur l’Atlantide. |               | |                                            |                                 |                   |                   |            |
| 62 | 9b            | Corps à corps Presto Change-O                                                                        | Ken Bruce                                  | Deirdre Brenner & Kevin Sulivan | 6 octobre 2005    |                   | 509b       |
| Timmy souhaite un objet pouvant l'aider à changer de corps selon les situations.                                                                                                |               | |                                            |                                 |                   |                   |            |
| 63 | 10a           | Le Bon Vieux Temps The Good Old Days!                                                                | Gary Conrad                                | Dave Thomas                     | 7 octobre 2005    |                   | 510a       |
| Après avoir regardé un vieux cartoon, Timmy souhaite que lui et son grand-père, puissent devenir des personnages de dessin animé des années 1930.                               |               | |                                            |                                 |                   |                   |            |
| 63 | 10b           | Le Choc du futur Future Lost                                                                         | Ken Bruce                                  | Jack Thomas                     | 7 octobre 2005    |                   | 510b       |
| Timmy souhaite que la ville de Dimmsdale devienne futuriste. |               | |                                            |                                 |                   |                   |            |
| 64 | 11            | La Rencontre Jimmy Timmy 2 : La Guerre des cerveaux The Jimmy Timmy Power Hour 2: When Nerds Collide | Keith Alcorn & Butch Hartman               | Butch Hartman & Jed Spingarn    | 16 janvier 2006   |                   | 511        |
| Timmy et Jimmy se rencontrent à nouveau. |               | |                                            |                                 |                   |                   |            |
| 65 | 12            | La Rencontre Jimmy Timmy 3 : Adaptator The Jimmy Timmy Power Hour 3: The Jerkinators                 | Keith Alcorn, Mike Gasaway & Butch Hartman | Jed Spingarn & Butch Hartman    | 21 juin 2006      |                   | 512        |
| La suite de l'épisode 2. |               | |                                            |                                 |                   |                   |            |
| 66 | 13a           | Timmy le Barbare Timmy the Barbarian!                                                                | Ken Bruce                                  | Jack Thomas & Steve Marmel      | 25 novembre 2006  |                   | 513a       |
| Jorgen lit une histoire à Binky impliquant Timmy en mode barbare, Cosmo, et Wanda.                                                                                              |               | |                                            |                                 |                   |                   |            |
| 66 | 13b           | Une remplaçante en or No Substitute for Crazy!                                                       | Gary Conrad                                | Kevin Sullivan                  | 25 novembre 2006  |                   | 513b       |
| Timmy souhaite que la remplaçante de Crocker devienne son institutrice pour toujours, sans savoir qu'elle est encore pire que lui.                                              |               | |                                            |                                 |                   |                   |            |